# Eugène-Georges Ducasse
Eugène-Georges Ducasse, francoski general, * 1879, † 1940.